# I.M.4EVA (Invincible Music 4 Eva)
Albums de Big Shug
Otherside of the Game
(2008) Triple OGzus
(2015)

I.M.4EVA (Invincible Music 4 Eva) est le cinquième album studio de Big Shug, sorti le 24 juillet 2012.

## Liste des titres
| No  | Titre                                                                                           | Contient un (des) sample(s) de                                 | Durée |
| --- | ----------------------------------------------------------------------------------------------- | -------------------------------------------------------------- | ----- |
| 1.  | Still Here (Produit par Kidd Called Quest)                                                      |                                                                | 2:43  |
| 2.  | Hardbody (featuring Fat Joe et M.O.P. – Produit par DJ Premier)                                 | Run's House de Run–D.M.C.                                      |       |
| 3.  | Spit Six (Produit par DJ Premier)                                                               | 4 Da Fam d'Amil featuring Beanie Sigel, Memphis Bleek et Jay-Z | 3:05  |
| 4.  | For the Real (featuring Termanology, Slaine, Singapore Kane et Reks – Produit par Fizzy Womack) |                                                                | 5:37  |
| 5.  | Blue Collar (Produit par DJ Premier)                                                            | What I'm After des Lords of the Underground                    | 3:48  |
| 6.  | Ass Mouth (Skit) (Produit par Rodney Jerkins)                                                   |                                                                | 0:56  |
| 7.  | I.M. 4-Eva (featuring Singapore Kane – Produit par Purpose)                                     |                                                                | 4:25  |
| 8.  | Big Fly Homie (Produit par Kidd Called Quest)                                                   | Love Blind de Martha Reeves                                    | 3:32  |
| 9.  | No More (featuring Trumayne – Produit par Kidd Called Quest)                                    |                                                                | 2:50  |
| 10. | War in the Club (Produit par Lee Bannon)                                                        |                                                                | 3:07  |
| 11. | We Miss You (Produit par DJ Premier)                                                            |                                                                | 5:13  |
| 12. | My Kids (Produit par Kidd Called Quest)                                                         |                                                                | 3:57  |
| 13. | I'll Be Here (Produit par Kidd Called Quest)                                                    |                                                                | 1:56  |
| 14. | Sixteen Go (Produit par Kidd Called Quest)                                                      |                                                                | 3:58  |
| 15. | New Era (Produit par Kidd Called Quest)                                                         | Sweet Somethin' de Looking Glass                               | 3:30  |
| 16. | True Love (Produit par Reel Drama)                                                              |                                                                | 3:27  |
| 17. | Basically (Produit par Fizzy Womack)                                                            |                                                                | 3:38  |